# Фестивальний туризм
Фестивальний туризм (тематичний туризм, подієвий туризм) — різновид туризму, основна мета якого присвячена якій-небудь події.
Унікальні тури, що поєднують в собі традиційний відпочинок та участь у найвидовищніших заходах планети, поступово завойовують все більшу популярність.
Фестиваль — це надзвичайна подія, що відзначається спільнотою та зосереджується на якомусь характерному аспекті чи аспектах цієї спільноти та її релігії чи культур.
Фестиваль є типовими випадками глокалізації, а також взаємозв’язку висока культура — низька культура. Поряд з релігією та фольклором значне походження має землеробство. Їжа є настільки життєво важливим ресурсом, що багато фестивалів асоціюються з часом збору врожаю. Релігійні святкування та подяка за гарний урожай змішані з подіями, які відбуваються восени, такими як Хелловін у північній півкулі та Великдень у південній.
Подієвий туризм — це чудова атмосфера свята, індивідуальні умови відпочинку і незабутні враження. Головна особливість подієвого туризму — безліч яскравих неповторних моментів.

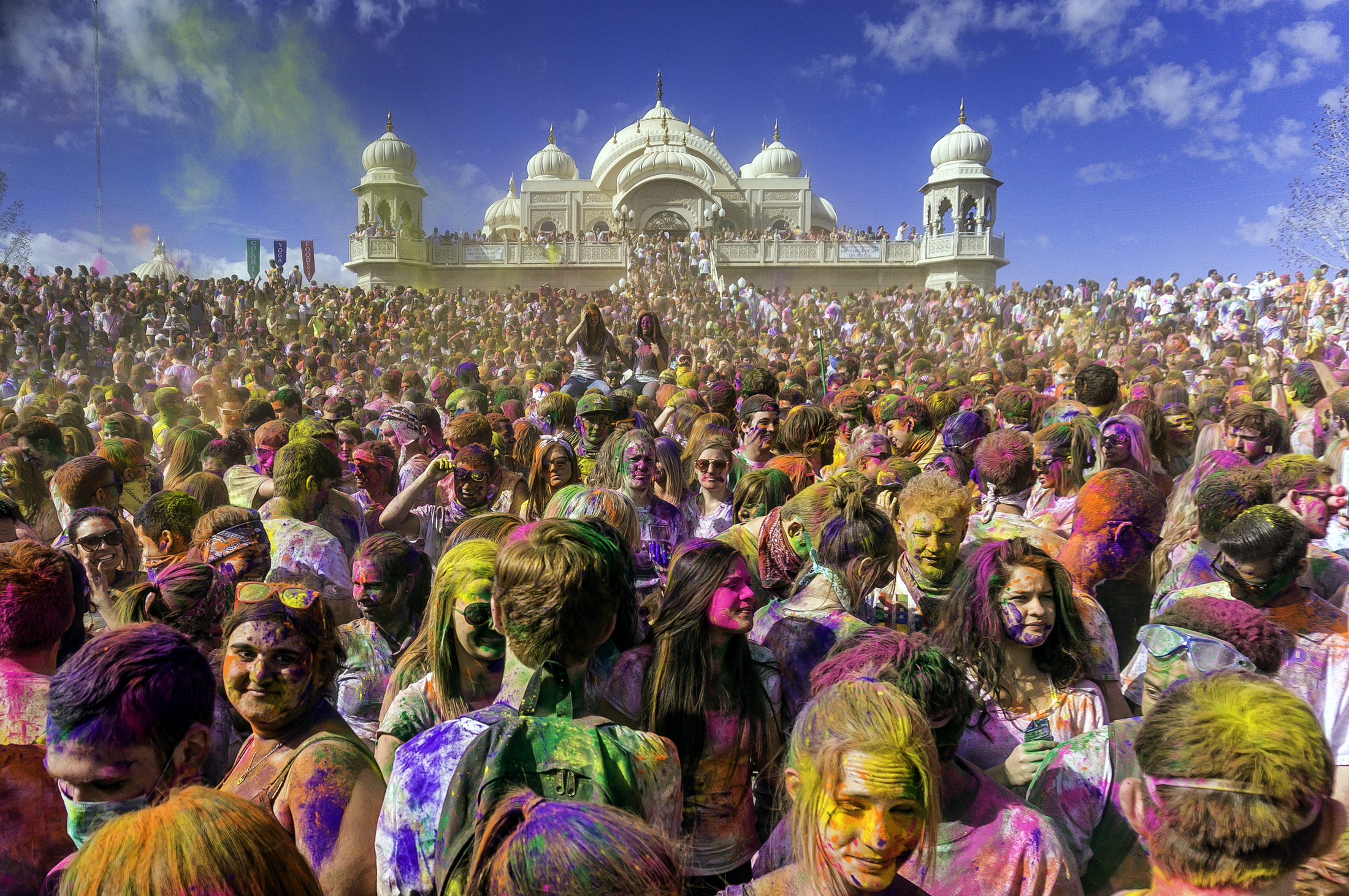
Холі Фестиваль кольорів Юта, США 2013 рік

Цільова аудиторія тематичного туризму — це забезпечені туристи з доходом вище середнього, а також компанії, що складаються з декількох пар.
Фестивальний туризм можна класифікувати за масштабом події (національного чи міжнародного рівня) і за тематикою події.
В подієвому туризмі можна виділити кілька тематичних видів:
- національні фестивалі і свята;
- театралізовані шоу;
- фестивалі кіно і театру;
- гастрономічні фестивалі;
- фестивалі та виставки квітів;
- модні покази;
- аукціони;
- фестивалі музики і музичні конкурси;
- спортивні події.

## Історія

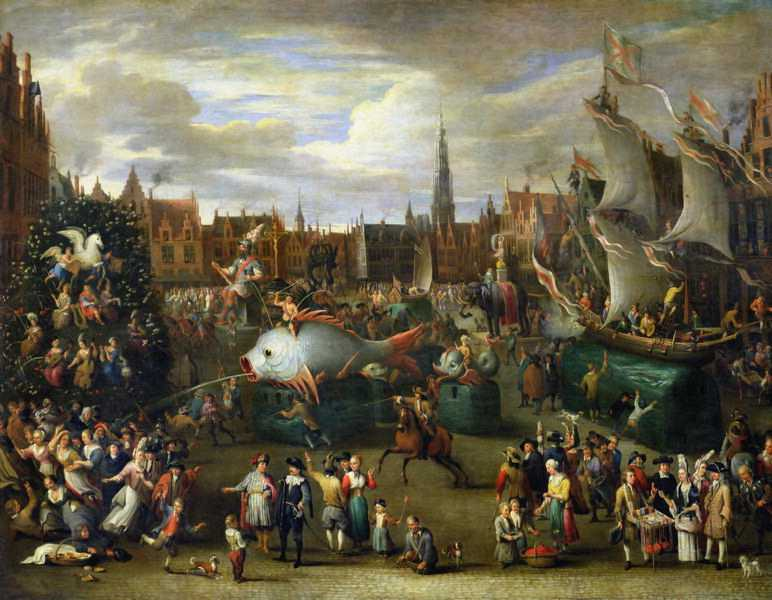
Фестиваль в Антверпені, Бельгія, 17 століття

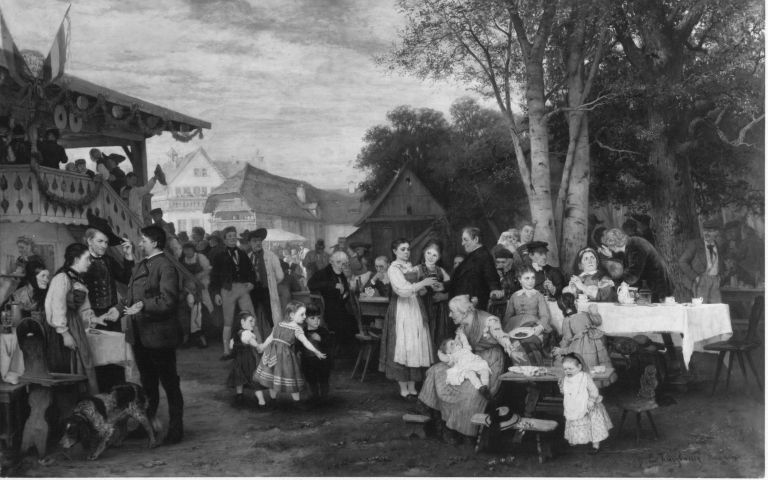
Заміський фестиваль в Швабії

Фестивалі вже давно займають важливе місце в людській культурі і зустрічаються практично в усіх культурах. Важливість фестивалів на сьогоднішній день є приватною та публічною; світське та релігійне життя. Стародавні грецькі та римські суспільства значною мірою покладалися на свята, як общинні, так і адміністративні. Сатурналії, ймовірно, вплинули на Різдво та карнавал. Святкування соціальних подій, релігії та природи були звичайними. Окремі фестивалі мають столітню історію, а фестивалі загалом розвинулися протягом останніх кількох століть – наприклад, деякі традиційні фестивалі в Гані передували європейській колонізації 15 століття. Фестивалі процвітали після Другої світової війни. Авіньйонський фестиваль і Единбурзький фестиваль Fringe, засновані в 1947 році, відіграли важливу роль у формуванні сучасної моделі фестивалів. Мистецькі фестивалі стали більш помітними на рубежі 21 століття.
У наш час фестивалі комодифікуються як глобальна туристична перспектива, хоча вони зазвичай публічні або некомерційні

## Традиції
Багато фестивалів мають релігійне походження та переплітають культурне та релігійне значення з традиційними заходами. Найважливіші релігійні свята, такі як Різдво, Рош Ха-Шана, Дівалі, Ід-аль-Фітр і Ід-аль-Адха, служать для відзначення року. Інші, такі як свята врожаю, святкують сезонні зміни. Події історичного значення, такі як важливі військові перемоги чи інші державотворчі події, також є поштовхом до фестивалю. Раннім прикладом є фестиваль, заснований давньоєгипетським фараоном Рамсесом III на честь його перемоги над лівійцями. У багатьох країнах королівські свята відзначають династичні події так само, як сільськогосподарські свята присвячені врожаю. Фестивалі часто відзначають щорічно.
У світі існує безліч типів фестивалів, і більшість країн відзначають важливі події чи традиції традиційними культурними подіями та заходами. Більшість завершується споживанням спеціально приготовленої їжі (показуючи зв’язок із «бенкетуванням»), і вони об’єднують людей. Фестивалі також тісно пов’язані з національними святами. Для полегшення участі публікуються списки національних фестивалів.

## Класифікація фестивального туризму
Етнічні фестивалі :
різноманітні свята, пов’язані з язичницькими віруваннями (Африканські фестивалі, Івана Купала, Маланка);
святкування християнських обрядів та свят (Масляна);
свята, які були започатковані ще в Дохристиянські часи, але під впливом релігії дещо видозмінилися, набувши статусу християнських (Венеціанський карнавал);
святкування Нового року у різних народів;
сучасні «збірні» етнічні фестивалі («Фольклорум», Німеччина).
Релігійні фестивалі:

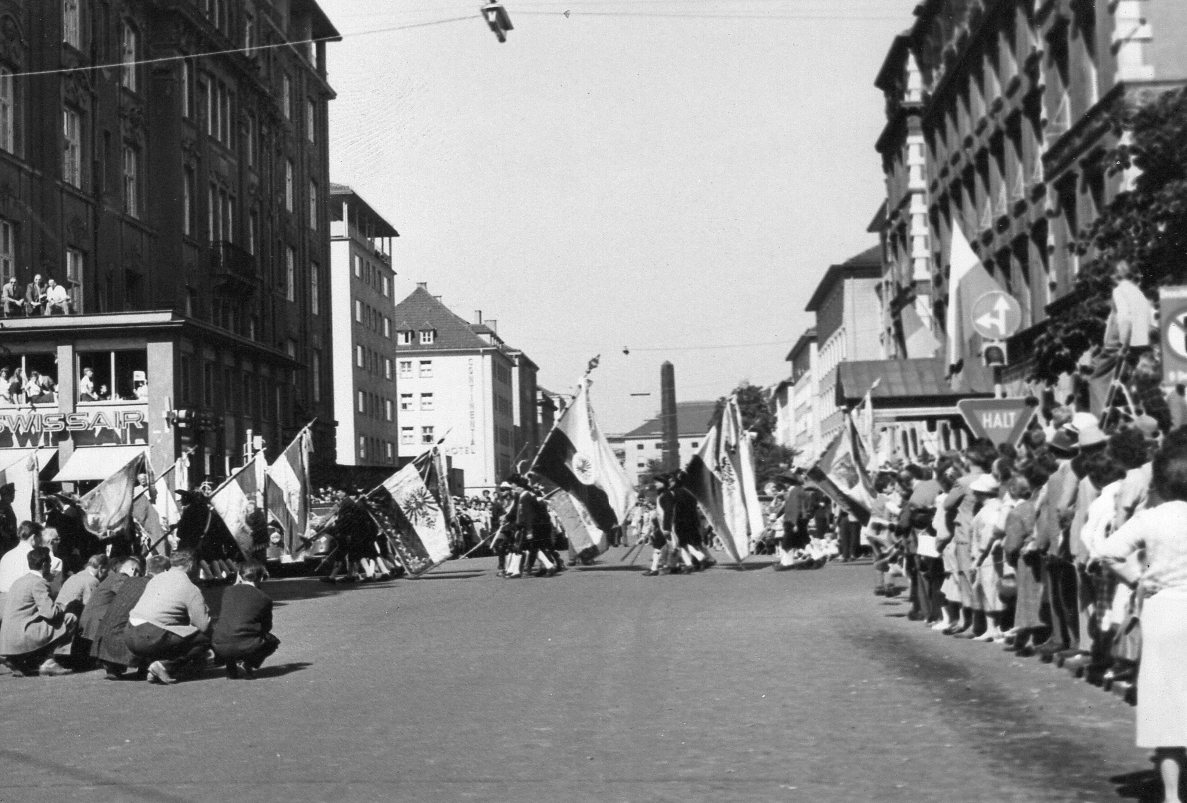
Октоберфест 1959 рік

фестивалі, пов’язані зі світовими релігіями (Християнство, Буддизм, Іслам);
фестивалі, пов’язані з національними релігіями (Іудаїзм, Зороастризм, Індуїзм);
фестивалі, пов’язані з місцевими віруваннями (тотеїзм, фетишизм, магія, віра в духів предків і т.д.).
Музичні фестивалі:
фестивалі (концерти) етнічної музики;
фестивалі (концерти) класичної музики;
фестивалі (концерти) сучасної музики.
Фестивалі сучасних субкультур:
фестивалі та паради представників ЛГБТ+ спільноти;
фестивалі кохання;
різноманітні свята субкультур (Хіпі, Панк, Рок та ін.);
кінофестивалі;
фестивалі (покази) сучасної моди.
Гастрономічні фестивалі:
фестивалі, пов’язані зі збором урожаю (Свято винограду);
фестивалі, пов’язані певною національною стравою (Фестиваль бринзи);
фестивалі, присвячені певному напою («Октоберфест», Свято молодого вина (Грузія)
Спортивні фестивалі:
фестивалі, пов’язані зі святкуванням спортивних подій (відкриття - закриття Олімпійських ігор);
проведення різноманітних чемпіонатів (Чемпіонати світу з футболу, хокею та ін.).

## Фестивальний туризм в Україні
Фестивалі України – це яскраві щорічні свята і події нерідко міжнародного масштабу, що охоплюють величезну кількість гостей, артистів та учасників.
В Україні фестивальний туризм почав розвиватися в 1990-х роках. Сьогодні широкий спектр культурно-пізнавального туризму представлений організованими відвідуваннями всеукраїнських та міжнародних ярмарків, виставок, спортивних змагань, серед яких особливе місце займає усесвітні олімпіади. В Україні популярними стали фестивальні тури: фестивалі, фестини, вернісажі, мистецькі заходи, конкурси, шоу-програми

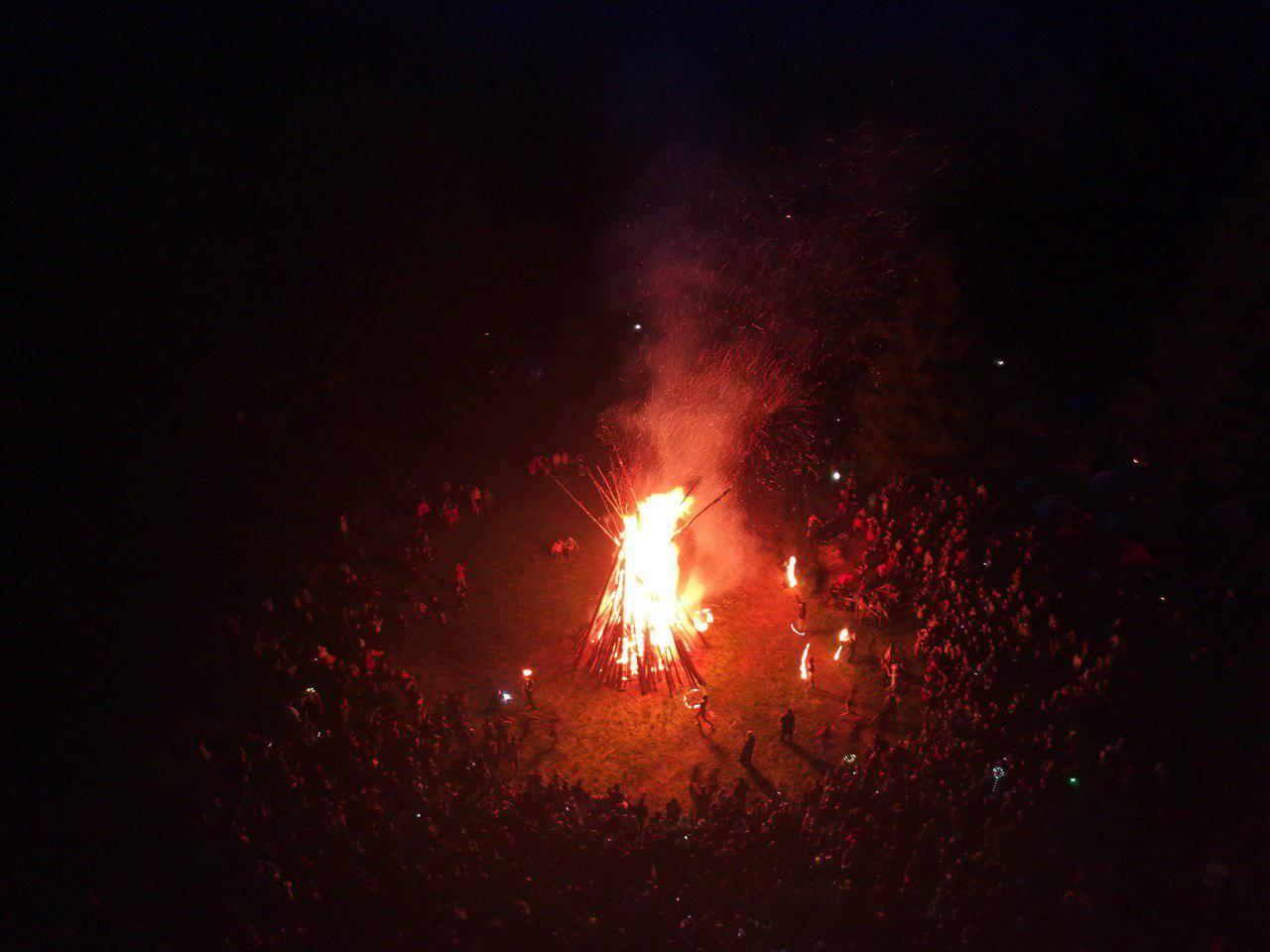
Знімок з фестивалю "Шипіт-2019" з квадрокоптера, Велике багаття на Івана Купала

За останні роки фестивальний рух в Україні розвивався досить динамічно. За підрахунками дослідників, щороку проводиться близько 200-400 фестивалів різної тематики, однак лише деякі з них мають міжнародний статус («Бойківські фестини», «Країна мрій», «Великдень у Космачі», «АртПоле», «Одеська Гуморина», Шешори та ін.).

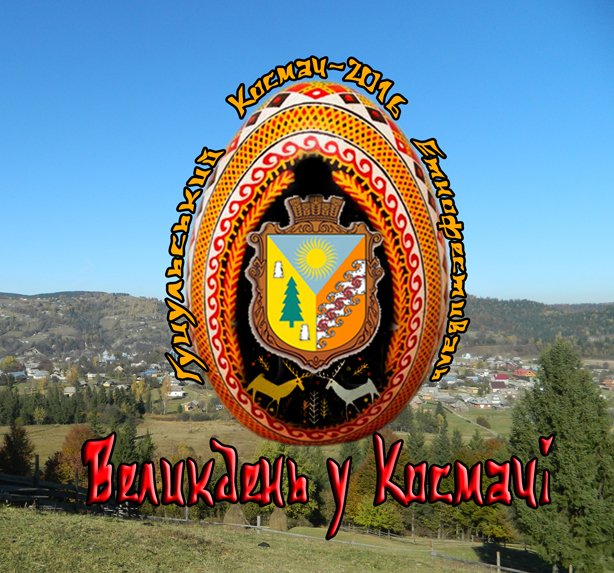
Логотип фестивалю Великдень у Космачі

Одним із найвідоміших фестивалів в Україні є «Фестиваль Ши́піт» —  щорічне неформальне зібрання представників молодіжних субкультур на гірській галявині неподалік однойменного водоспаду біля села Пилипець Міжгірського району, розташованого за 12 кілометрів від залізничної станції Воловець на Закарпатті. Вперше відбувся у липні 1993 року. Традиційно учасники починають з'їжджатися, починаючи з 1 липня; кульмінацією є свято Івана Купала — ніч з 6 липня на 7 липня.

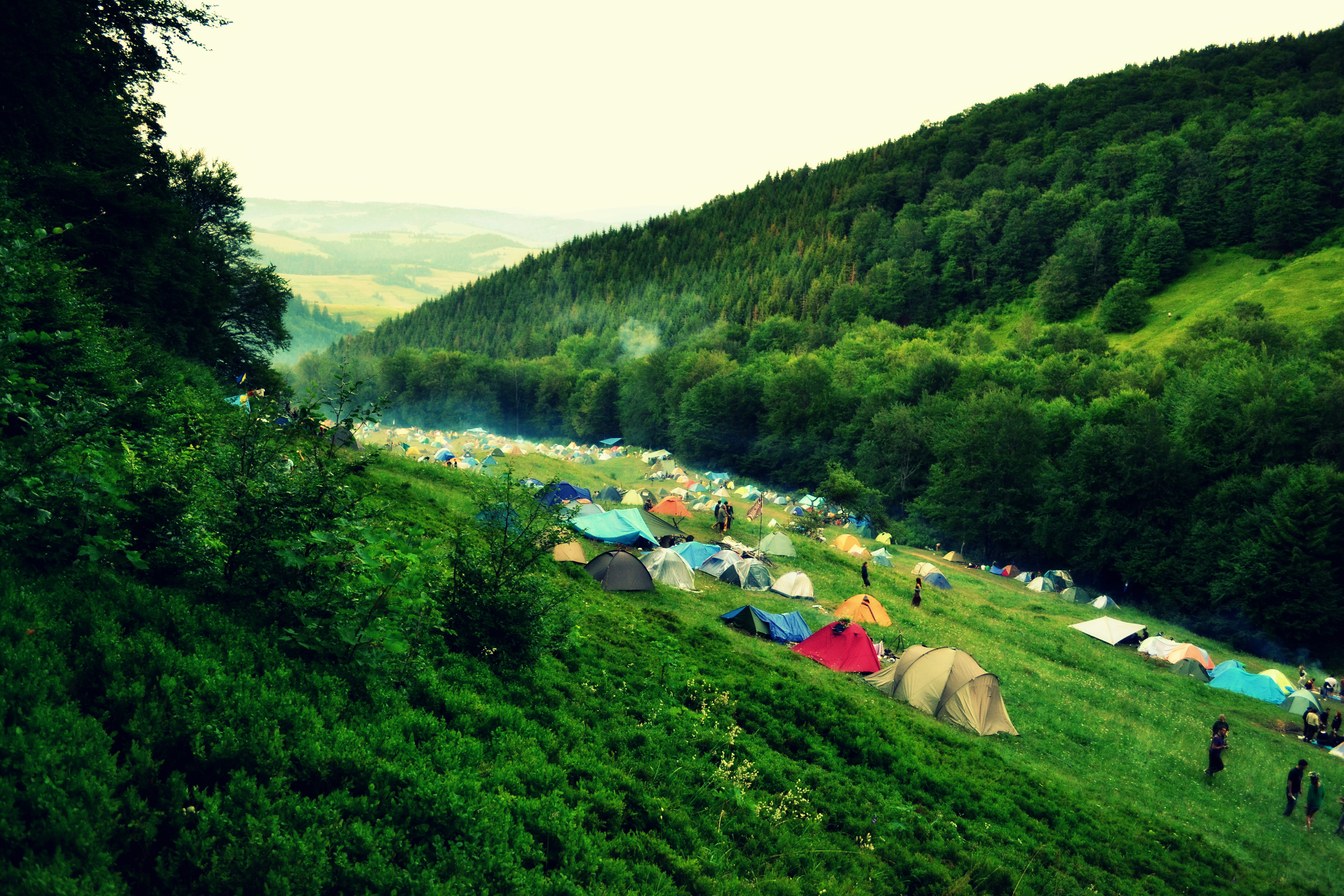
Фестиваль Шипіт, 2012 рік

Географія фестивального туризму в основному пов’язана із збереженням етнокультурної мозаїки різних етнічних груп України, яка територіально обмежена кордонами різних етнічних регіонів, адміністративно-політичних одиниць.